# Keşlitürkmenli
Keşlitürkmenli ist ein Ort im Landkreis Silifke der türkischen Provinz Mersin. Bis 2012 war Keşlitürkmenli ein Dorf mit zuletzt 241 Einwohnern und wurde dann nach einer Gebietsreform zum Ortsteil der Kreisstadt Silifke. In dem modernen Ort, der erst im 20. Jahrhundert als Straßendorf an einer Weggabelung entstand, finden sich Reste einer antiken Siedlung und einer römischen Villa.

## Lage
Keşlitürkmenli liegt etwa zehn Kilometer nördlich der Kreisstadt Silifke und 65 Kilometer südwestlich der Provinzhauptstadt Mersin. Es liegt an der Straße von Atakent, dem antiken Korasion, über İmamlı nach Uzuncaburç, dem alten Olba. Sie passiert die Ruinen der antiken Orte Karadedeli, Karakabaklı und Işıkkale, Kültesir und Meydankale. In Keşlitürkmenli zweigt dann nach Osten eine Straße ab, die nach Cambazlı, Sömek, Esenpınar und schließlich nach Limonlu, dem antiken Lamos führt. Etwa 2,5 Kilometer südwestlich des Ortes liegt die römisch-frühbyzantinische Villa rustica Gökkale.

## Siedlungsreste
Im Osten des Ortszentrums liegen auf einem Kalksteinhügel südlich der Straße nach Cambazlı die Reste einer dörflichen Siedlung aus römisch-frühbyzantinischer Zeit (Lage). Von etwa 30 Häusern sind Mauerreste, Türstürze und -pfeiler sowie Gurtbögen zu erkennen. Ein Haus in Polygonalmauerwerk auf dem Gipfel der Kuppe scheint das älteste zu sein, weitere jüngere kaiserzeitliche Gebäude liegen eng gestaffelt darunter. Zu den Häusern gehören zahlreiche Zisternen. Am Westhang des Hügels sind spärliche Reste einer dreischiffigen Basilika erhalten. Die Apsis ist in den Felsen gehauen, ebenso wie zwei kleine flankierende Seitenapsiden, lediglich der obere Teil ist aus Kalksteinquadern erstellt. Sie sind heute als Lagerräume eines Bauernhofs in Gebrauch. Von den gemauerten Teilen des Naos und der Aufteilung der Kirchenschiffe ist nichts erhalten. Die deutschen Archäologen Friedrich Hild und Hansgerd Hellenkemper, die den Ort in den 1980er Jahren besuchten, konnten noch die Naostür in situ beobachten und berichten von dem Zugang zu einem Gewölbe unter der Kirche an deren Nordseite.

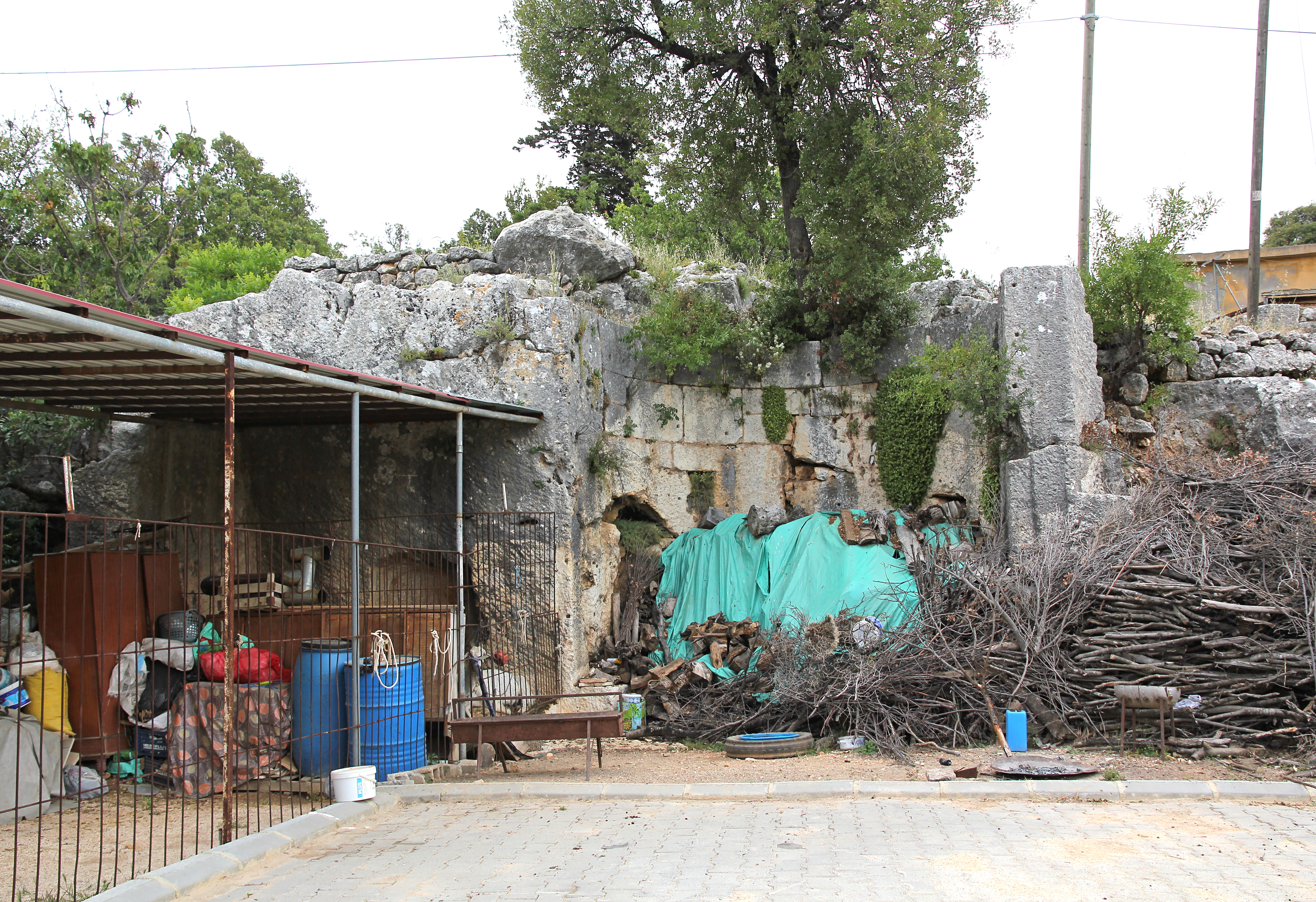
Apsiden der Basilika
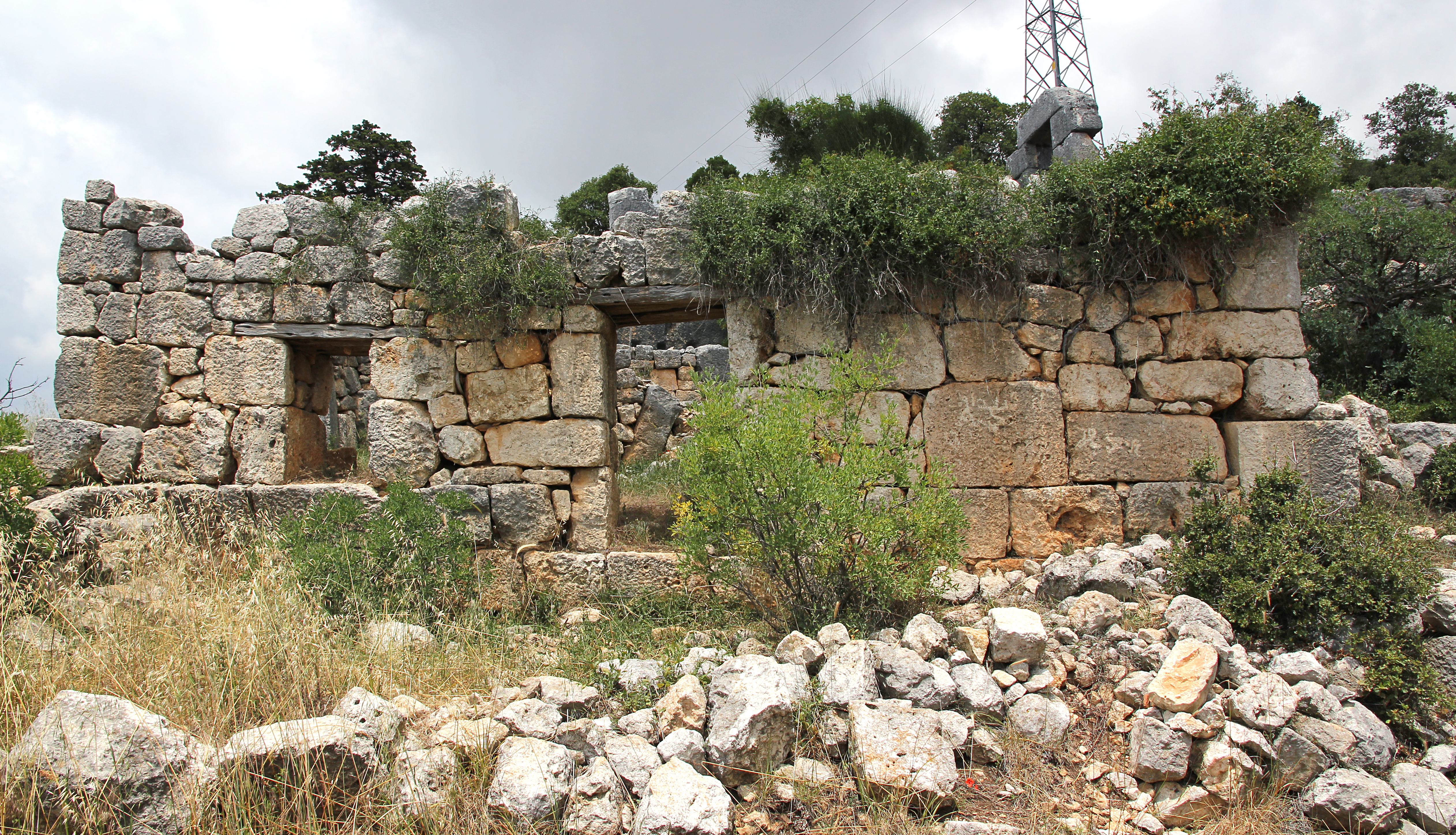
Gebäudefront
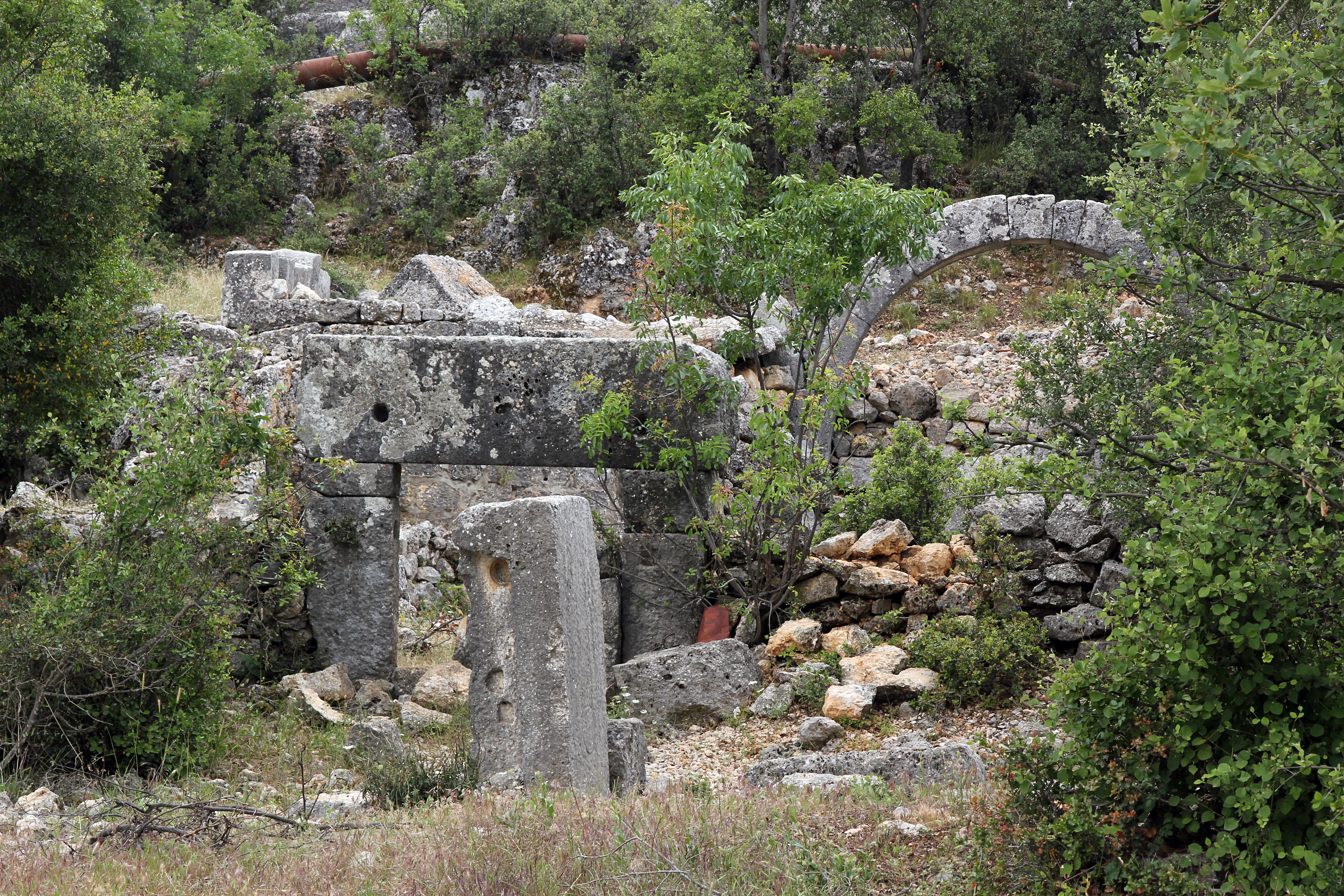
Türsturz, Gurtbogen, Gräber
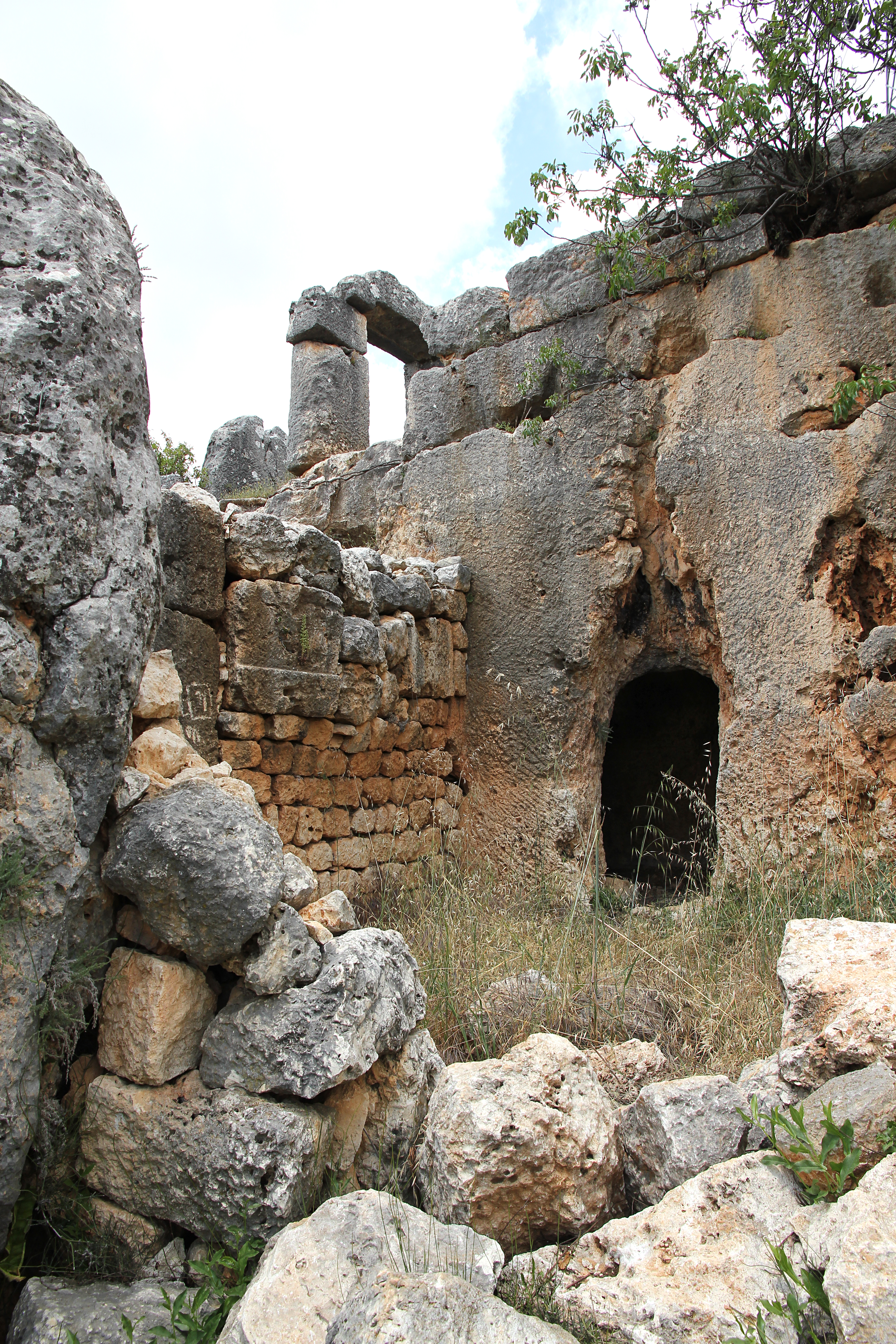
In den Fels gehauener Raum

## Villa rustica
Etwa 600 Meter südwestlich des Siedlungshügels liegen, westlich der von Korasion kommenden Straße, auf einer Kalksteinkuppe die Reste eines Gebäudekomplexes (Lage). Die weithin sichtbare Lage, Aufbau und Ausmaße von 30 × 40 Meter entsprechen dem Typ einer römischen Villa rustica. Im Osten steht, zur Straße hin, das rechteckige Herrenhaus. Es hatte mindestens zwei Stockwerke. Dahinter befindet sich ein großer Hof, dessen Pflaster noch gut zu sehen ist. Er war umfasst von weiteren ebenfalls rechteckigen Gebäudeteilen. Zum Hof gehörten eine Zisterne sowie eine Pressanlage, vermutlich für Öl. Der Komplex weist verschiedene Mauertechniken auf, kleinteiliges Polygonalmauerwerk ebenso wie isodome Werksteinabschnitte mit unterschiedlichen Werksteingrößen. Dies lässt auf mehrere Bauphasen schließen. Die Ersterbauung wird in die frühe Kaiserzeit datiert, die Nutzung dauerte bis in frühbyzantinische Zeit an. Hild und Hellenkemper berichten, dass die Ruine im 20. Jahrhundert erneut instand gesetzt und umgebaut wurde und für einige Jahrzehnte wieder in Benutzung war.

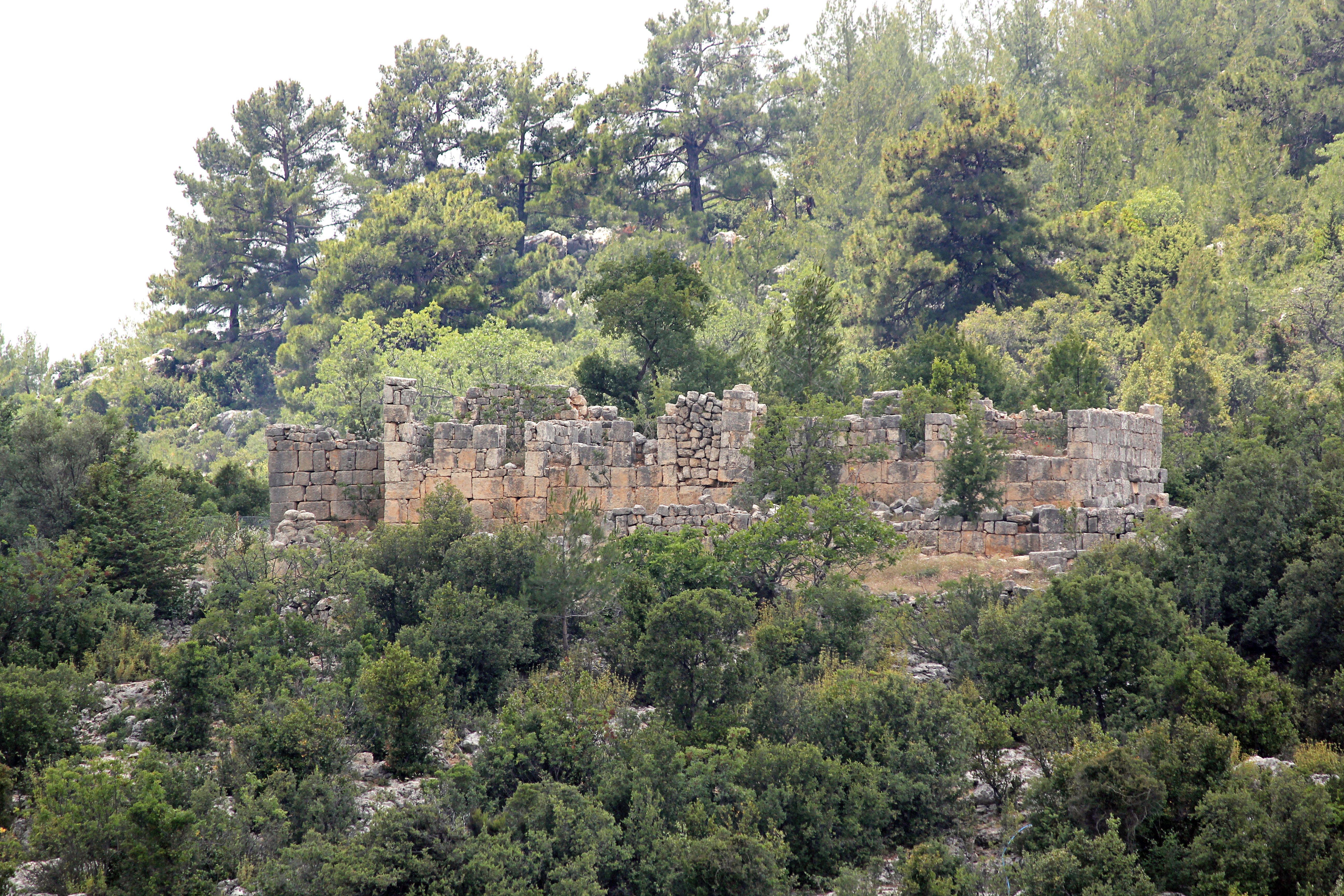
Villa von Osten
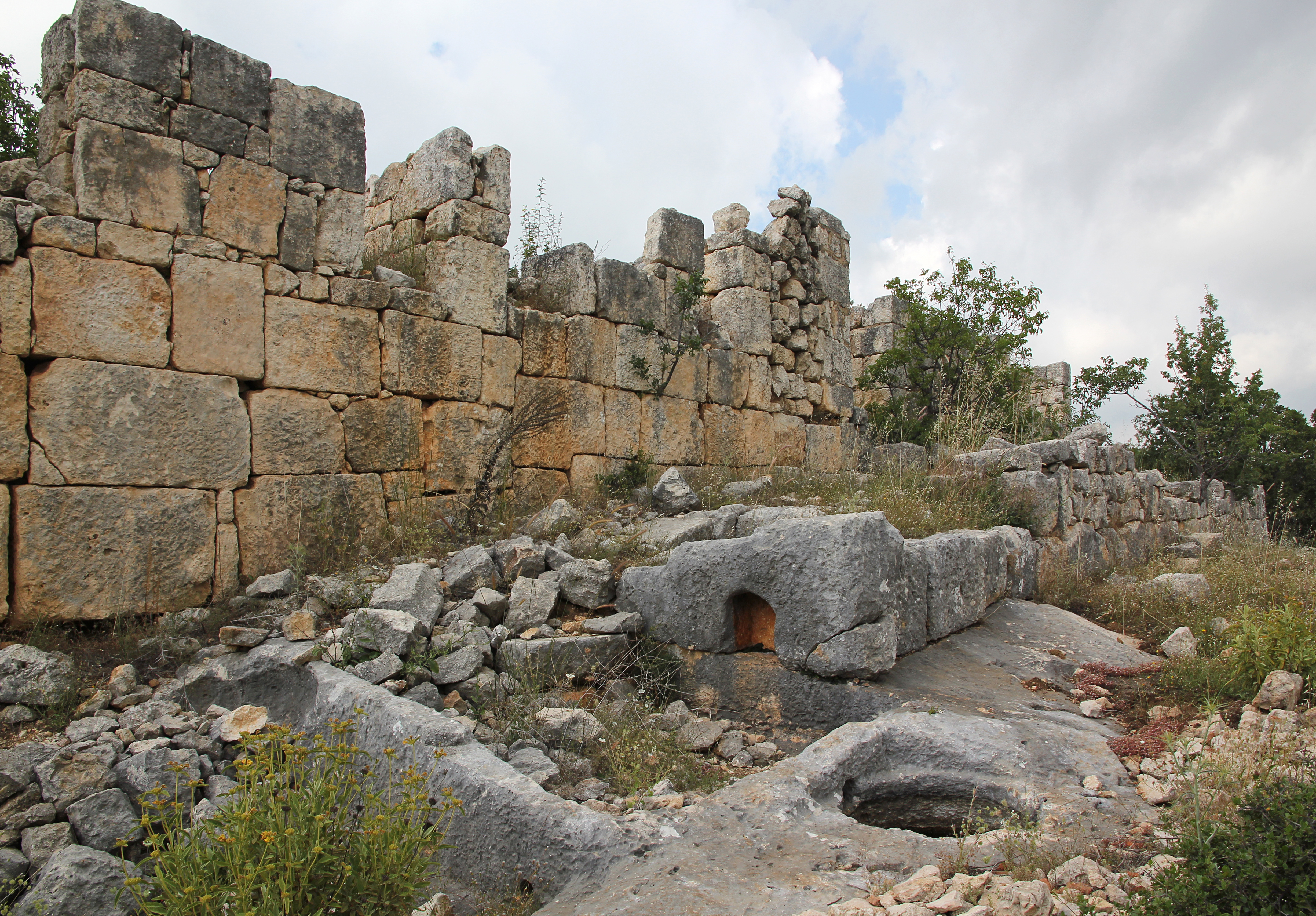
Front des Herrenhauses, Ölpresse
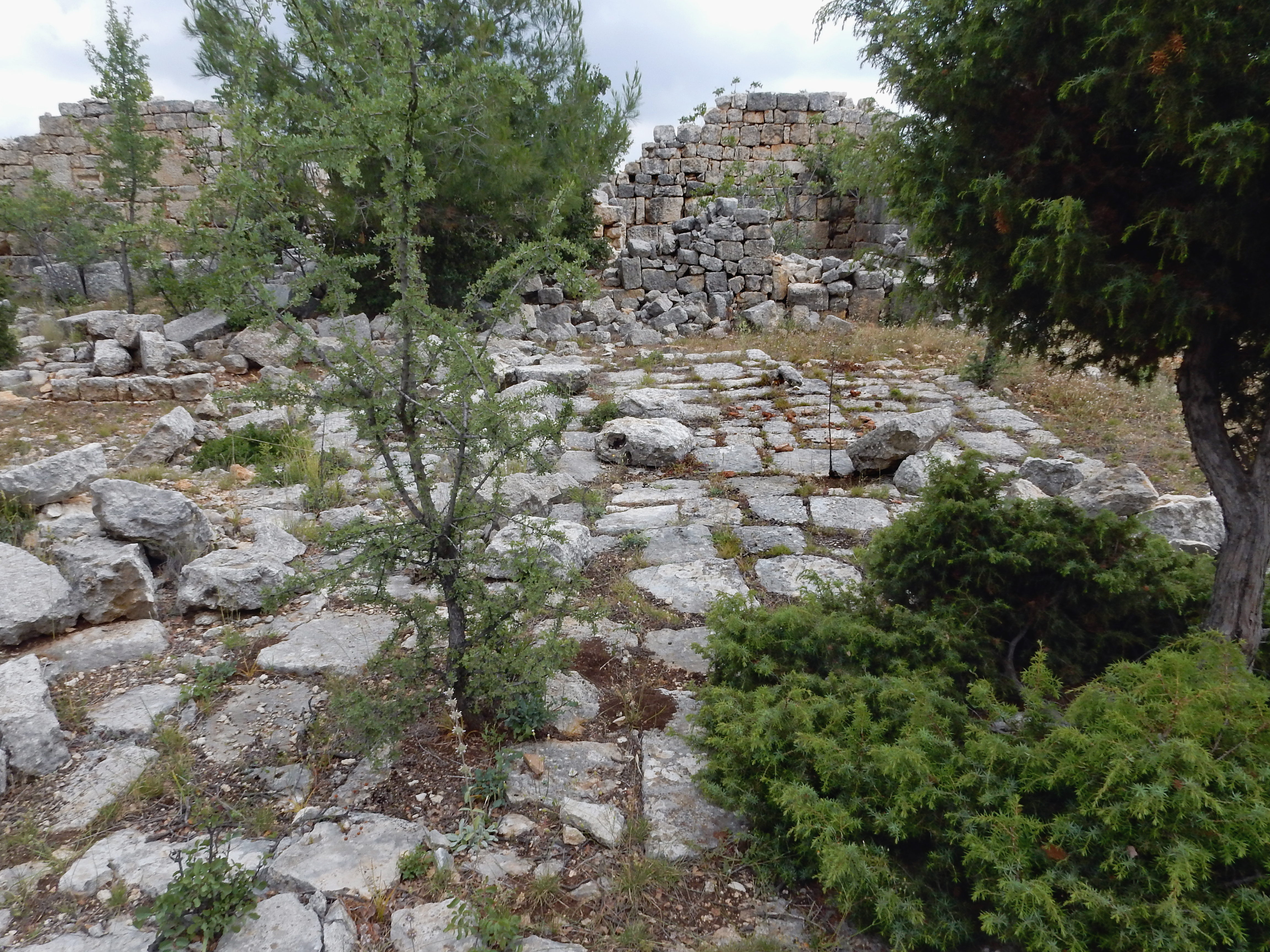
Gepflasterter Innenhof von Westen